# Ристо Рюти
Рѝсто Хѐйки Рю̀ти (на фински: Risto Heikki Ryti, [ˈristo ˈhei̯kːi ˈryti]) е финландски политик и финансист.
Роден е на 3 февруари 1889 година в Хуйтинен в селско семейство. През 1909 година завършва право в Хелзинкския университет, след което е адвокат в Раума, където става близък сътрудник на индустриалеца Алфред Корделин. След разпадането на Руската империя е активен в либералната Национална прогресивна партия, на два пъти е финансов министър (1921 – 1922 и 1922 – 1924), а през 1924 – 1939 година оглавява Финландската банка. През 1939 – 1940 година е министър-председател, а през 1940 – 1944 година – президент на Финландия. След Втората световна война под съветски натиск е осъден за „престъпления срещу мира“ и прекарва няколко години в затвора.
Ристо Рюти умира на 25 октомври 1956 година в Хелзинки.